# Ореміфське сільське поселення
Оремі́фське сільське поселення (рос. Оремифское сельское поселение) — сільське поселення у складі Ніколаєвського району Хабаровського краю Росії.
Адміністративний центр — село Ореміф.

## Населення
Населення сільського поселення становить 239 осіб (2019; 286 у 2010, 381 у 2002).

## Склад
До складу сільського поселення входять:
| Населений пункт | Населення, осіб (2002) | Населення, осіб (2010) |
| --------------- | ---------------------- | ---------------------- |
| Ореміф, село    | 327                    | 262                    |
| Тнейвах, село   | 54                     | 24                     |